# Parafia św. Anny w Szewcach
Parafia św. Anny w Szewcach znajduje się w dekanacie Wrocław północ I (Osobowice) w archidiecezji wrocławskiej. Erygowana w XIII wieku.
Obsługiwana przez księży archidiecezjalnych. Jej proboszczem jest ks. Rafał Swatek.

## Parafialne księgi metrykalne
| Księgi metrykalne | Okres ewidencji |
| ----------------- | --------------- |
| chrztów           | 1627-1786 1945- |
| ślubów            | 1654-1786 1945- |
| zgonów            | 1654-1786 1945- |